# Cissus robinsonii
Cissus robinsonii là một loài thực vật hai lá mầm trong họ Nho. Loài này được (Ridl.) Craib miêu tả khoa học đầu tiên năm 1926.